# عملية جولين
عملية جولين سلسلة جولين للتجارب النووية في الولايات المتحدة تتكون من 7 تجارب نووية أجريت بين عامي 1991-1992. سبقت هذه الاختبارات سلسلة عملية إسقلبينية وكانت الأخيرة للتجارب النووية من قبل الولايات المتحدة الأمريكية قبل بدء مفاوضات معاهدة حظر التجارب النووية.